# آزیموت یاکت
آزیموت یاکت (انگلیسی: Azimut Yachts) شرکت کشتی‌سازی ایتالیایی است، که در سال ۱۹۶۹ تأسیس شد.